# Ригас Юрмала
Ри́гас Ю́рмала (латыш. Rīgas Jūrmala) — бывший город в Латвии, существовавший в 1920—1946 годах. Был образован 2 марта 1920 года на землях бывших имений Булли, Булдури, Майори, Валтери и Слока. Также именовался «Балтийской Ривьерой».
8 января 1946 года Ригас Юрмала была упразднена и включена в состав города Риги как Юрмальский район. 11 ноября 1959 года Верховный Совет Латвийской ССР принял решение о создании города республиканского подчинения с названием Юрмала.